# Brasil Tennis Challenger 2023
Il Brasil Tennis Challenger 2023 è stato un torneo maschile di tennis giocato sulla terra rossa. È stata la 1ª edizione del torneo, facente parte della categoria Challenger 75 nell'ambito dell'ATP Challenger Tour 2023. Si è giocato al Clube Cristóvão Colombo de Piracicaba di Piracicaba, in Brasile, dal 16 al 22 gennaio 2023.

## Partecipanti

### Teste di serie
| Nazionalità | Giocatore                    | Ranking* | Testa di serie |
| ----------- | ---------------------------- | -------- | -------------- |
| Cile        | Alejandro Tabilo             | 103      | 1              |
| Argentina   | Camilo Ugo Carabelli         | 127      | 2              |
| Argentina   | Juan Manuel Cerúndolo        | 143      | 3              |
| Brasile     | Felipe Meligeni Alves        | 165      | 4              |
| Argentina   | Renzo Olivo                  | 183      | 5              |
| Argentina   | Facundo Díaz Acosta          | 198      | 6              |
| Brasile     | Matheus Pucinelli de Almeida | 210      | 7              |
| Brasile     | Genaro Alberto Olivieri      | 227      | 8              |
| Cile        | Marcelo Tomás Barrios Vera   | 230      | 9              |

* Ranking al 9 gennaio 2023.

### Altri partecipanti
I seguenti giocatori hanno ricevuto una wild card per il tabellone principale:
- Pedro Boscardin Dias
- João Lucas Reis da Silva
- Eduardo Ribeiro

I seguenti giocatori sono entrati in tabellone come alternate:
- Térence Atmane
- Daniel Dutra da Silva

I seguenti giocatori sono passati dalle qualificazioni:
- Andrey Chepelev
- Edoardo Lavagno
- Murkel Dellien
- Chung Yun-seong
- Oleg Prihodko
- Thiago Seyboth Wild

I seguenti giocatori sono entrati in tabellone come lucky loser:
- Moez Echargui
- Carlos Sánchez Jover

## Punti e montepremi
| Torneo    | Torneo              | V      | F     | SF    | QF    | 2T    | 1T  | Q | Q2  | Q1  |
| Singolare | Punti               | 75     | 50    | 30    | 16    | 7     | 0   | 4 | 2   | 0   |
| Singolare | Premi in denaro ($) | 10 840 | 6 355 | 3 780 | 2 200 | 1 300 | 780 | – | 390 | 200 |
| Doppio    | Punti               | 75     | 50    | 30    | 16    | –     | 0   | – | –   | –   |
| Doppio    | Premi in denaro ($) | 4 645  | 2 700 | 1 630 | 965   | –     | 545 | – | –   | –   |

## Campioni

### Singolare
Andrea Collarini ha sconfitto in finale  Marcelo Tomás Barrios Vera con il punteggio di 6–2, 7–6(1).

### Doppio
Orlando Luz /  Marcelo Zormann hanno sconfitto in finale  Andrea Collarini /  Renzo Olivo per walkover.